# COVID-19-Pandemie im Irak
Die COVID-19-Pandemie in Irak tritt als regionales Teilgeschehen des weltweiten Ausbruchs der Atemwegserkrankung COVID-19 auf und beruht auf Infektionen mit dem Ende 2019 neu aufgetretenen Virus SARS-CoV-2 aus der Familie der Coronaviren. Die COVID-19-Pandemie breitet sich seit Dezember 2019 von China ausgehend aus. Ab dem 11. März 2020 stufte die Weltgesundheitsorganisation (WHO) das Ausbruchsgeschehen des neuartigen Coronavirus als Pandemie ein.

## Verlauf
Am 22. Februar 2020 wurde der erste COVID-19-Fall im Irak bestätigt. In den WHO-Situationsberichten tauchte dieser Fall erstmals am 25. Februar 2020 auf. Mehr als 100 Infizierte wurden am 14. März 2020 gemeldet, mehr als 1.000 am 5. April. Am 28. April 2020 waren es über 2.000 Infizierte, am 12. Mai mehr als 3.000 und am 22. Mai mehr als 4.000. Mitte Juli 2020 waren es 10.000, Ende Juli über 100.000, Ende August über 200.000, Mitte September über 300.000, Mitte Oktober über 400.000 und Ende November über 500.000 registrierte Infektionen. Am 4. März wurden die ersten Todesfälle registriert, am 31. März waren es 50, am 4. Mai über 100, am 22. Mai über 150 Tote. Bis Mitte Juni stieg die Zahl der Todesfälle auf 500, bis Mitte August auf 5.000. Der zehntausendste Fall wurde Mitte Oktober gemeldet.
Nachdem Ausgangssperren verhängt wurden, stieg die häusliche Gewalt laut dem Leiter der irakischen Polizei landesweit stark an.

## Statistik
Im Jahr 2020 gab es 595.291 positiv getestete Personen, davon 537.841 Genesene und 12.813 Verstorbene (Stand 1. Januar 2021, 10 Uhr). Auf eine Million Einwohner kamen 14.688 Infektionen und 317 Tote (Stand 27. Dezember 2020, 10 Uhr). Die Fallzahlen entwickelten sich während der COVID-19-Pandemie im Irak wie folgt:

### Infektionen

Bestätigte Infizierte im Irak nach Daten der WHO. Oben kumuliert, unten Tageswerte

### Todesfälle

Bestätigte Todesfälle im Irak nach Daten der WHO. Oben kumuliert, unten Tageswerte